# Édouard Herriot
Édouard Herriot (fr. [edwaʁ ɛʁjo]; ur. 5 lipca 1872 w Troyes, zm. 26 marca 1957 w Lyonie) – francuski polityk partii radykalnej, trzykrotny premier Francji w latach 1924–1925, 1926 i 1932. Herriot, syn oficera armii francuskiej, zdobył wykształcenie w École Normale Supérieure, którą ukończył w 1894 r. Pracował w liceum w Nantes a później w Lyonie, gdzie był uznawany za poważanego uczonego i nauczyciela. Swoją długą polityczną karierę rozpoczął jako mer Lyonu, ważnego ośrodka przemysłowego III Republiki. Funkcję tę pełnił od 1905 roku do śmierci, nie licząc okresu 1942-45, kiedy to Philippe Pétain usunął go ze stanowiska za sprzeciwianie się rządowi Vichy. Jako mer Herriot rozpoczął program odnowy Lyonu, zwiększył fundusze na pomoc socjalną oraz poprawił relacje władz miejskich z przedsiębiorcami. Te efektywne działania zapewniły mu niepodważalny prestiż, co z kolei wzmocniło jego pozycję w Partii Radykalnej.

## Międzywojnie
W czasie I wojny światowej Édouard Herriot pełnił funkcję ministra spraw zagranicznych w gabinecie Aristide’a Brianda (od grudnia 1917 do marca 1918 roku). W 1919 roku został wybrany na członka Izby Deputowanych. Dzięki wybitnym zdolnościom oratorskim został liderem Partii Radykalnej, z którą związany był przez całą swoją karierę. Po wojnie Herriot był przywódcą opozycji wobec Bloku Narodowego sformowanego w 1919 roku. Zainspirował utworzenie Kartelu Lewicy, czyli koalicji Oddziału Francuskiego Międzynarodówki Robotniczej (SFIO) i Partii Radykalno-Socjalistycznej. Sukces wyborczy Kartelu w 1924 roku umożliwił Herriotowi utworzenie swojego pierwszego gabinetu, w którym objął tekę ministra spraw zagranicznych. Wymusił ustąpienie prezydenta Alexandre’a Milleranda, jednego z głównych przywódców Bloku Narodowego. Jego rząd uznał de jure istnienie Związku Sowieckiego, który Herriot odwiedził dwa lata wcześniej. Pod jego przywództwem Francja przyjęła Plan Dawesa i zgodziła się na wycofanie wojsk z Zagłębia Ruhry. Herriot stracił pozycję premiera w kwietniu 1925 roku a jego drugi rząd z lipca 1926 istniał tylko przez trzy dni. Jego następca, Raymond Poincaré powołał go na ministra edukacji. W czerwcu 1932 roku Herriot ponownie objął urząd premiera, lecz jego gabinet upadł pół roku później. Publicznie zaprzeczał Wielkiemu Głodowi, celowo obwożony przez władze sowieckie po terenie Ukrainy podczas swego pobytu w ZSRR. W kolejnych latach dwukrotnie pełnił urząd wicepremiera, w 1934 w rządzie Gastona Doumergue’a a następnie Pierre’a Étienne’a Flandina w latach 1934-35. W lipcu 1936 roku został mianowany przewodniczącym Izby Deputowanych, który to urząd pełnił do upadku III Republiki w 1940 roku.

## 1940 – 1957
Édouard Herriot wstrzymał się od głosu, gdy w lipcu 1940 roku Zgromadzenie Narodowe złożyło pełnię władzy na ręce Philippe’a Pétaina. By okazać swój sprzeciw wobec polityki marszałka Herriot wraz z przewodniczącym senatu Jules’em Jeanneneyem złożył oficjalny protest, za co został aresztowany i deportowany do Niemiec. Po uwolnieniu przez wojska radzieckie w kwietniu 1945 roku, powrócił do kraju, by ponownie objąć stanowisko mera Lyonu. Odzyskał również pozycję lidera Partii Radykalnej. W 1947 roku został wybrany przewodniczącym Zgromadzenia Narodowego IV Republiki, którą to funkcję pełnił do odejścia na emeryturę w 1954 roku.

## Kwestia zjednoczenia Europy
W kwestii współpracy międzynarodowej Édouard Herriot był zadeklarowanym liberałem. Jest autorem napisanej w 1930 książki Stany Zjednoczone Europy, która wniosła istotny wkład do trwającej przez dziesięciolecia dyskusji nad utworzeniem wspólnot europejskich.
Od 1948 roku Herriot brał udział w pracach Rady Europy. W latach 1952–54 wyrażał stanowczy sprzeciw wobec planów stworzenia Europejskiej Wspólnoty Obronnej, obawiając się remilitaryzacji Niemiec.

## Ciekawostki
Édouard Herriot był członkiem Akademii Francuskiej i Oficerem Legii Honorowej.
W 1924 odznaczony Orderem Orła Białego.